# Gaston Quitaud
Gaston Quitaud, né le 25 février 1898 à Monistrol-sur-Loire, dans la Haute-Loire, et mort le 16 mai 1945, au camp de concentration de Dachau, en Allemagne, est un résistant français, responsable départemental de Franc-Tireur pour la section de la Loire à la suite de Jean Nocher.

## Biographie
Né le 25 février 1898, à Monistrol-sur-Loire, Gaston Quitaud fait ses études à l'École Pratique d'Industrie pour garçons de Saint-Etienne (Loire).
Il est appelé sous les drapeaux en 1917 comme mécanicien d'aviation à Ambérieu-en-Bugey puis passe deux ans en Allemagne comme soldat d'occupation durant lesquels il commencera à apprendre l'allemand.
Le 20 août 1921, il épouse Suzanne Heurtier avec laquelle il aura trois enfants : Raymond (né en 1924), Danielle (née en 1926) et Bernard (né en 1933).
Puis, quelques années plus tard, il s'établit comme armurier à Saint-Etienne. En 1933, il dépose deux brevets à l'Union des Inventeurs et Artistes Industriels de la Loire, dont notamment un pour un fusil de chasse superposé à verrou baptisé Super-Quitaud.
Après 1933, il est contraint de fermer son atelier et travaille dans d'autres entreprises à Saint-Etienne dont la Société de construction et d’équipement de matériels et de moteurs (SCEMM) en tant qu'agent de maîtrise.

### Résistance, arrestation et déportation
Il entre dans le groupe Franc-Tireur fondé par Jean Nocher après l'appel du 18 juin 1940 en tant que Délégué à la Propagande de la presse clandestine pour le journal clandestin L'Espoir. À la suite de l'arrestation de Jean Nocher en septembre 1942, il se voit confier la responsabilité du mouvement pour le département de la Loire. 
Le mercredi 3 février 1943, à Saint-Étienne, à la suite d'une dénonciation, il est arrêté par le Kommandeur Hugo Geissler lors de sa participation à une réunion clandestine des cadres de l'Armée Secrète Loire au 31 rue Basse-des-Rives. Il était en compagnie d'autres dirigeants de mouvements locaux tels que :
- Gaëtan Vidiani, premier chef départemental de l'Armée Secrète de la Loire,
- Denis Paret (et son épouse), chef départemental Loire de Combat,
- Antoine Rambeaud, membre de Franc-Tireur, et membre du comité directeur de « 93 » (mouvement de résistance ligérien),
- Roger Laporte, membre du comité directeur de « 93 », et chef de l'Armée Secrète pour le secteur de Saint-Étienne, uniquement.

Il est d'abord incarcéré temporairement à la prison de Montluc. Il sera ensuite déporté au camp de concentration de Natzweiler-Struthof par l'opération « Nacht und Nebel » (« Nuit et brouillard ») via le convoi N.N. 186, sous le matricule 4513.
Il finit sa vie au camp de concentration de Dachau le 16 mai 1945, quelques jours après la libération du camp.

## Hommages
Le 26 juillet 1950, il a été promu au grade de « Lieutenant au titre de la Résistance Intérieure Française ».
Le 23 octobre 1953, il a reçu à titre posthume les décorations suivantes :
- Médaille militaire ;
- Croix de guerre 1939–1945, palme de bronze ;
- Médaille de la Résistance française ;
- Médaille de la déportation pour faits de Résistance.

Son nom (orthographié « Gaston Quittaud ») est présent sur le monument de l'Armée Secrète de la Loire à Estivareilles.
En mai 2025, après la disparition de la plaque commémorative apposée au 31 rue Basses-des-Rives, la municipalité de Saint-Etienne commémore les 80 ans de sa disparition en nommant la voie piétonne située entre le boulevard du 8 Mai 1945 et la rue Dr Henri et Bernard Muller « Passerelle Gaston Quitaud ».